# 李富五
李富五（1908年—1984年3月7日），山西省昔阳县北掌村人。中华人民共和国政治人物。

## 生平
1938年3月，参加革命。1942年，加入中国共产党，后任昔西县民政科科长。1944年9月至1945年6月，代理昔阳县民主政府县长。1945年12月至1946年7月，担任昔阳县民主政府副县长。1947年1月至4月再任。同年改任汲县副县长，同年7月南下至潜江。1948年，任江荆潜县副县长。1949年1月，中国人民解放军准备渡江战役。中共襄南地委决定天潜沔、江荆潜两县很快成立了战勤指挥部，分别由县长王锦川、李富五任指挥长，由县委书记谢健、赵抱一任政委。
中华人民共和国成立后，李富五担任潜江县人民政府首任县长。1952年8月，任中共潜江县委书记。1953年7月，调任中共荆州地委城工部长。1954年11月，再任潜江县委书记。1955年任荆州地区水利工程指挥部指挥长。1957年任荆州专署副专员。1982年任荆州行署顾问。1984年3月7日病逝。